# Xã Decatur, Quận Clearfield, Pennsylvania
Xã Decatur (tiếng Anh: Decatur Township) là một xã thuộc quận Clearfield, tiểu bang Pennsylvania, Hoa Kỳ. Năm 2010, dân số của xã này là 4.548 người.